# Todos Santos (Mexiko)
Todos Santos liegt im mexikanischen Bundesstaat Baja California Sur und gehört zum Municipio von La Paz. Der Ort zählt etwa 5.000 Einwohner und ist einer der Pueblos Mágicos, der „Magischen Orte“, die wegen ihres typischen und gepflegten Charakters als besonders sehenswert ausgezeichnet wurden. 

## Lage
Todos Santos liegt nur knapp oberhalb des Meeresspiegels, drei Kilometer vom Pazifischen Ozean entfernt. Es befindet sich praktisch direkt auf dem Nördlichen Wendekreis.
Die Distanz nach La Paz beträgt 81 Kilometer, die nach Cabo San Lucas 75 Kilometer, wohin die vierspurige MEX-19 führt.

## Geschichte
1723 gründete Pater Jaime Bravo die Misión Santa Rosa de las Palmas, aus der später die Stadt Todos Santos hervorging. Sie wurde bereits 1724 in Nuestra Señora del Pilar de La Paz umbenannt. Die Mission befindet sich heute im Südwesten des kleinen Stadtplatzes und enthält die Statue der Jungfrau von Pilar, die jedes Jahr im November im Mittelpunkt des Hauptfestes von Todos Santos steht.
Während des Mexikanisch-Amerikanischen Krieges wurde am 30. März 1848 in der Nähe der Stadt das Scharmützel von Todos Santos ausgetragen, die letzte Schlacht des Krieges.
Während des 19. Jahrhunderts, nach der Säkularisierung der Missionen, blühte Todos Santos als Zuckerrohrhauptstadt der Baja auf, Ende des 19. Jahrhunderts befanden sich dort acht Zuckermühlen. Als die Süßwasserquelle der Stadt 1950 versiegte, existierte nur noch eine Mühle, die ihren Betrieb 1965 einstellte.
Im Frühjahr 1981 wurde der Ort an den Highway 19 (Carretera Federal 19) angeschlossen und erwachte damit zu neuem Leben, indem von nun an zahlreiche Touristen in die Stadt kamen. Weitere wichtige Einnahmequellen stellen der Anbau von Gemüse wie Chilischoten, Avocados, Papayas und Mangos dar, sowie Fischerei und Viehzucht.

## Spezielles
- Das Klima des Ortes ist gemäßigt. In der Umgebung findet Gemüseanbau statt.
- Rund um Todos Santos gibt es viele unberührte Strände, die sich dank hoher Wellen auch zum Surfen eignen.